# Pierre de Coubertin
Barun Pierre de Coubertin (Pariz, 1. siječnja 1863. – Ženeva, 2. rujna 1937.), rođen kao Pierre de Frédy francuski pedagog i povjesničar. Najbolje je ostao upamćen kao sportski djelatnik - utemeljitelj modernih Olimpijskih igara
Rođen je u Parizu, u plemićkoj obitelji, de Coubertin je nakon posjeta britanskim i američkim sveučilištima, od kojih su neka njegovala uspomene na starovjekovne Olimpijske igre ostao trajno "inficiran" idejom Olimpizma. Tim više jer je kao pedagog shvaćao važnost sporta i fizičke kulture u razvoju mladog čovjeka.
De Coubertinovim željama za obnavljanjem starovjekih, antičkih Igara pogodovalo je i to što je rastao međunarodni interes za sve što je antičko i antikno, jer su nekako baš u to vrijeme arheolozi (pogotovo njemački) otkrivali, do tada skrivena, povijesna mjesta (Mikena, Troja).
Da što više animira istomišljenike za svoj naum, on na pariškoj Sorbonni organizira, 16. lipnja - 23. lipnja 1894., međunarodni kongres. Tamo i službeno predlaže oživljavanje davno ugaslih (394. godine) helenskih Olimpijskih igara. Auditorij navodi na osnivanje službenog tijela koje će upravljati uskrslim Igrama. Tako je, zadnjeg dana kongresa, ustanovljen Međunarodni olimpijski odbor (kratica MOO, engl. IOC, itd.), kojem prvi predsjednik postaje Grk Demetrios Vikelas, a de Coubertin postaje glavni tajnik. Odlučeno je također da se, sukladno starogrčkom nazivlju, Igre prve Olimpijade modernog doba održe u njihovoj domovini Grčkoj, u Ateni, te da se poput starovjekovnih Igara, održavaju svake 4 godine. Te (I. Olimpijske igre – Atena 1896.) bile su uspješne, te nakon njih Vikelas predaje predsjednikovanje de Coubertinu koji ostaje predsjednikom do 1925. godine. Prve i druge Igre njegovog mandata (Pariz, 1900. i St. Louis, 1904.) zadale su mu velike glavobolje jer su bile organizirane aljkavo i pobudile su, za razliku od onih u Ateni 1896., slabo zanimanje. Zato Pierre de Coubertin, ponovo u "provjerenoj" Ateni,  1906. godine organizira (na desetgodišnjicu onih prvih atenskih) jubilarne Igre (engl. Intercalated Games) koje su ponovo uspješne i stvari kreću nabolje. Povlači se 1925., nakon vrlo uspjelih Igara, održanih ponovo u njegovom Parizu, 1924. godine. Naslijedio ga je Belgijanac grof Henri de Baillet-Latour, a on ostaje počasnim predsjednikom sve do svoje smrti, 1937. godine.
Sahranjen je u Lausanni, u Švicarskoj, gdje je i sjedište MOO-a, dok je njegovo srce, prema njegovoj izričitoj želji, sahranjeno u ostacima starogrčke Olimpije.